# Cantón de Chabeuil
El cantón de Chabeuil era una división administrativa francesa, que estaba situada en el departamento de Drôme y la región de Ródano-Alpes.

## Composición
El cantón estaba formado por doce comunas:
- Barcelonne
- Chabeuil
- Châteaudouble
- Combovin
- La Baume-Cornillane
- Le Chaffal
- Malissard
- Montélier
- Montmeyran
- Montvendre
- Peyrus
- Upie

## Supresión del cantón de Chabeuil
En aplicación del Decreto n.º 2014-191 de 20 de febrero de 2014, el cantón de Chabeuil fue suprimido el 22 de marzo de 2015 y sus 12 comunas pasaron a formar parte; ocho del nuevo cantón de Crest, tres del nuevo cantón de Valence-2 y una del nuevo cantón de Vercors-Montes Matutinos.